# Простак
«Простак» або «Простодушний» (фр. L'Ingénu) — філософська повість Вольтера. Твір опубліковано 1767 року в Лозанні, належить до філософських повістей автора, хоча також має риси апологу, сатири й роману (зокрема роману виховання та сентиментального роману). Спочатку твір був виданий анонімно. Повна назва твору — «Простак. Правдива історія, добута з манускрипту панотця Кенеля» (згаданий у назві Кенель Паск'є був у часи Вольтера вже покійним французьким теологом, одним із керівників янсеністського руху). Вольтер фіктивно приписав йому авторство своєї книги, вказуючи водночас на одну з головних тем твору: значною мірою «Простак» присвячений справам релігії, зокрема конфлікту між єзуїтами та янсеністами. Тематика «Простака», однак, підіймає також інші питання: повість Вольтера є критикою владних кіл Франції, а також етноцентризму (твір звертається до архетипу «шляхетного дикуна»).

## Сюжет
До берегів Британії причалює корабель, який везе з Канади незіпсоване «дитя природи» — француза, якого після смерті батьків виховали індіанці-гурони. Він потрапляє в будинок свого дядька, де в першу чергу знайомиться зі Святим Письмом. Коли заходить питання про хрещення, гурон (Простак) не може повірити, що мода на хрещення змінилася і що хреститися в річці, як за часів Ісуса, тепер не прийнято.
На відміну від інших повістей Вольтера, рушійною силою сюжету в повісті стає романтична інтрига — кохання Простака до його хрещеної матері Сент-Ів. Згідно з церковними звичаями дозвіл на шлюб з хрещеною матір'ю може надати лише Папа Римський, який проживає за сотні кілометрів від Франції та ще й говорить іноземною мовою. Закоханий Простак не може зрозуміти цього, так само як і знайти заборони на такий шлюб в Біблії. У розрахунку на своє «природне право» він вдирається в кімнату дівчини та намагається зробити її своєю.
Родичі Сент-Ів, підібравши дівчині багатого нареченого, відправляють її в монастир. Тим часом Гурон, відважно відбивши напад на місто англійської ескадри, висловлює бажання вступити на військову службу. Замість винагороди за хоробрість чиновники пропонують йому купити чин лейтенанта. Розчарувавшись в провінційній моралі, Гурон приймає рішення їхати у Версаль і домагатися аудієнції у короля Людовика XIV. По дорозі до столиці він бачить, як жителі залишають місто — після того, як скасували Нантський едикт. Натовпи гугенотів змушені залишати межі Франції. Гурон не може зрозуміти, чим найбільший монарх Європи не догодив крихітному Ватикану, тим самим позбавивши себе сотень тисяч лояльних підданих. Простака, через доноси, які надіслав єзуїтський шпигун, наближена особа короля, запроторили в Бастилію. Його сусід по камері Гордон — благородний і мудрий янсеніст. Під час довгих бесід він допомагає Гуронові зрозуміти влаштування французького суспільства. Простак, своєю чергою, переконує Гордона, що той прирік себе на нещастя через дрібниці, якими є схоластичні дурниці сектантства.
Щоб визволити коханого з в'язниці, Сент-Ів приїжджає в Париж. Незіпсована провінціалка, подібно Гуронові, приходить в жах від поширеного там розбещення. Всемогутній помічник міністра погоджується допомогти дівчині за умови, що вона проведе з ним ніч кохання. В результаті Гурон виходить на свободу, але Сент-Ів помирає на його руках від каяття в гріховному вчинку.

## Переклад українською
- Простак: філософ, повісті: пер. з фр. / Вольтер; передмова та примітки Я. І. Кравця; худож-ілюстратор Д. С. Ракова; худож.-оформлювач Б. П. Бублик. — Харків: Фоліо, 2011. — 411 с. — (Б-ка світ, літ-ри).ISBN 978-966-03-5103-5